# Право на рад особа са инвалидитетом (приручник)
Право на рад особа са инвалидитетом: асистивне технологије у Србији  је приручник о унапређивању радних парава особа са инвалидитетом који су уредили Дамир Кркобабић и Тамара Благојевић, објављен 2011. године у издању Екуменска хуманитарна организација из Новог Сада.

## О уредницима
- Дамир Кркобабић у Екуменској хуманитарној организацији ради од 2007. године. Завршио је Филозофски факултет Универзитета у Новом Саду, одсек за психологију, Специјалистичке академске студије у Новом Саду из политичке психологије, као и Школу људских права Београдског центра за људска права. Лиценцирани је стручни радник из области социјалне заштите.[2]
- Тамара Благојевић је координаторка Ресурсног центра за особе са инвалидитетом, Екуменска хуманитарна организација у Новом Саду.[3]

## О приручнику
Приручник је настао као део активности у оквиру пројекта "Асистивне технологије као начин унапређивања радних права особа са инвалидитетом", који реализује Екуменска организација (ЕХО) из Новог Сада од 2010. године. ЕХО се бави проблемима особа са инвалидитетом и уз њухово активно учешће настоји да разреши њихове проблеме. Пример тог рада јесте пројекат који се бави повезаношћу асистивних технологија и права на рад особа са инвалидитетом који је представљен у овом приручнику.